# Ropná rafinerie

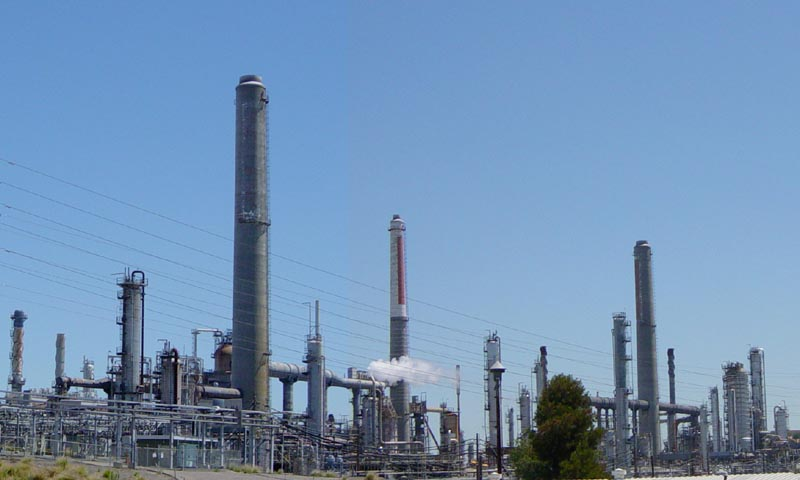
Ropná rafinerie firmy Shell v Martinez, Kalifornie

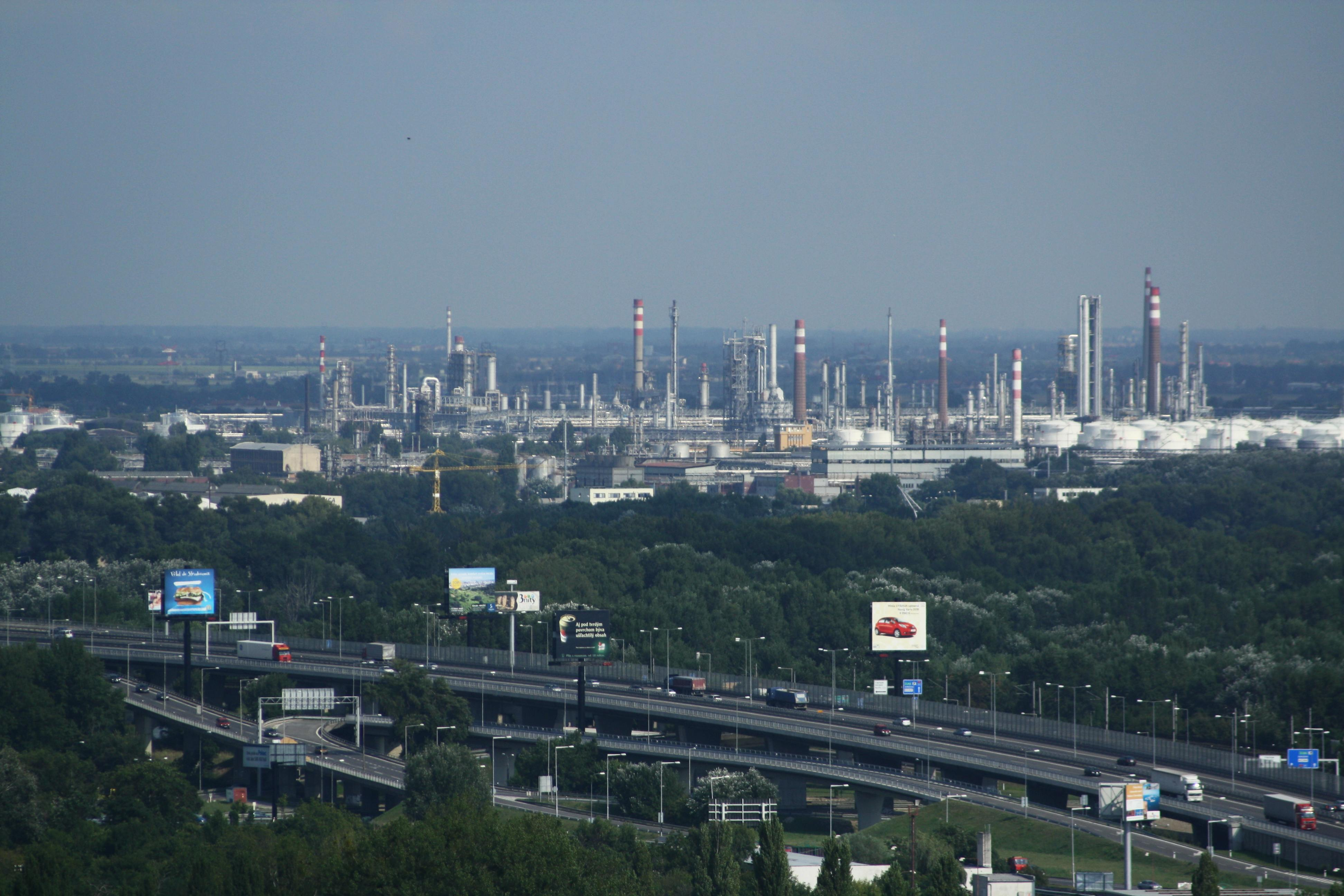
Rafinerie Slovnaft v Bratislavě

Ropná rafinerie je petrochemický závod, kde se ropa čistí, pomocí destilace dělí na různé frakce podle teploty varu a dále zpracovává. Tak se vyrábějí užitečnější ropné produkty, jako je motorový benzín, motorová nafta, silniční, modifikované a stavebně izolační asfalty, lehké a těžké topné oleje, letecký petrolej a letecký benzin, zkapalněné uhlovodíkové plyny (LPG, propan, butan), vakuové destiláty, parafíny a gače. Jako vedlejší produkt vzniká síra a další užitečné suroviny.
Ložiska ropy jsou často vzdálená od místa spotřeby. Doprava ropy velkými námořními tankery nebo ropovody je výrazně levnější než doprava mnoha různých ropných produktů odděleně. Rafinerie se proto budují v blízkosti míst spotřeby, nejlépe u mořských přístavů a velkých řek. Kde to není možné, dopravuje se surovina do rafinerií ropovody.

## Technologie
Surová ropa se obvykle už v místě těžby zbavuje například písku a vody a ropovodem nebo tankerem převáží do rafinerie, kde se nejprve zbavuje soli. Odsolování probíhá při teplotě 90 – 150 °C a při dvoustupňovém odsolování se dosahuje účinnosti odsolení až 99 %.

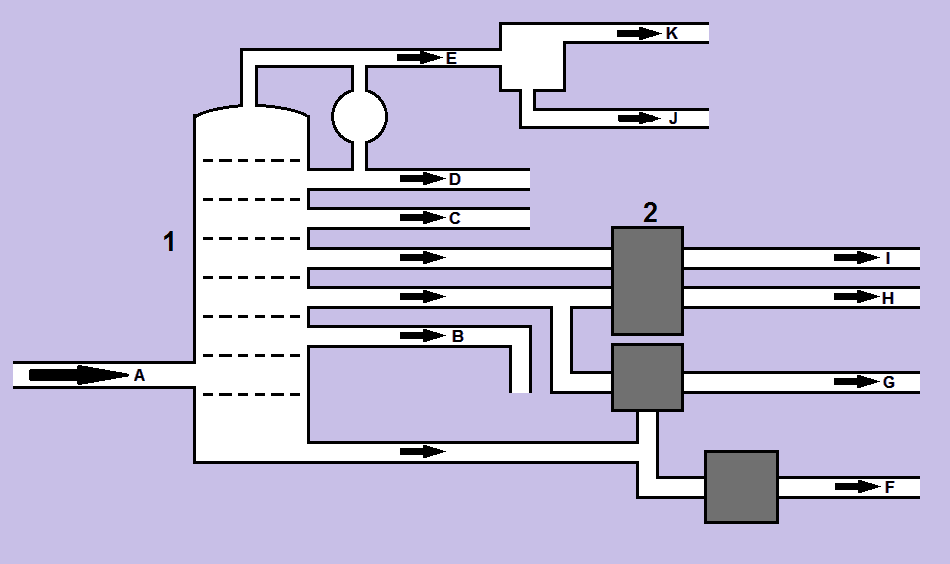
Schéma destilační věže s vyznačenými odebíranými produkty. 1 – destilační věž 2 – pomocná věž
A – ropa B – mazací olej C – petrolej D – benzín E – plynné uhlovodíky F – mazut G – těžký topný olej H – lehký topný olej I – nafta J – propan-butan K – rafinační plyn

Následuje vlastní destilace (atmosférická rektifikace) v kolonách až 50 m vysokých, kde teplota směrem vzhůru klesá, takže v různých výškách lze odebírat jednotlivé frakce. Ropa se s využitím odpadního tepla zahřívá na asi 400 °C a za atmosférického tlaku vhání do dolního konce kolony. Ten je zahřát tak, aby v něm lehčí frakce nemohly kondenzovat a tak stoupají vzhůru. Na horním konci se odebírají plyny, o něco níže lehký benzin atd., kdežto na dně zůstávají nejtěžší složky.
| Produkt                          | Podíl      |
| -------------------------------- | ---------- |
| propan, butan aj.                | ~3 %,000   |
| surový benzin (crude)            | ~9 %,000   |
| motorový benzín                  | ~24 %,000  |
| Kerosin pro tryskové motory      | ~4 %,000   |
| motorová nafta, lehký topný olej | <21 %,000  |
| těžký topný olej                 | ~11 %,000  |
| asfalt, těžký topný olej         | ~3,5 %,000 |
| mazadla                          | ~1,5 %,000 |
| ostatní, ztráty atd.             | ~2 %,000   |

Ty se odvádějí do vakuové kolony, kde se zahřívají na ještě vyšší teplotu a opět dělí na frakce. Tato destilace musí probíhat ve vakuu, protože molekuly těžkých olejů by se při vyšších teplotách na vzduchu štěpily (krakovaly) a neoddělovaly. Část frakcí vakuové destilace se potom krakuje na lehčí frakce a to buď termickým, katalytickým nebo vodíkovým procesem.
V dalším se získané produkty zbavují síry, která by při dalším zpracování ničila užívané katalyzátory a při spalování znečišťovala ovzduší. Nejčastěji se k tomuto účelu využívá proces zvaný hydrogenační rafinace. Při odsíření se smíchají s vodíkem a zahřejí na asi 350 °C, kdy za přítomnosti kovových katalyzátorů vodík reaguje se sloučeninami síry, dusíku a kyslíku, takže vzniká sirovodík, čpavek a voda. V dalších krocích se může například zvyšovat oktanové číslo (katalytický reforming, isomerizace, alkylování aj.), mohou se přidávat různá aditiva a podobně.
Při krakování těžkých složek vzniká velké množství sirovodíku, který se smíchá se vzduchem a v reaktoru proměňuje na síru a vodu. Síra se následně dále využívá v chemickém průmyslu.

## Ropné rafinerie v Česku

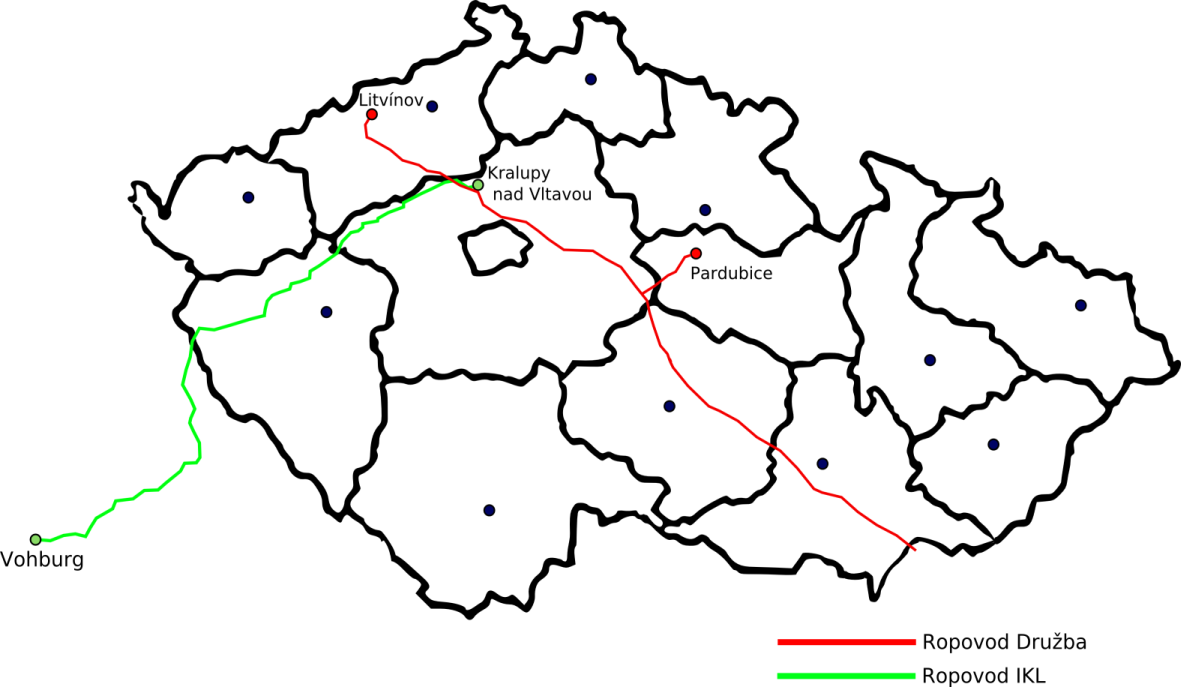
Mapka ropovodů a míst rafinérií v České republice

V České republice provozuje ropné rafinerie společnost Orlen Unipetrol se svými provozy v Litvínově a v Kralupech n. Vltavou a firma PARAMO v Pardubicích (dceřiná společnost Orlen Unipetrolu). Litvínov a Kralupy produkují pohonné hmoty, PARAMO vyrábí asfaltářské výrobky a oleje. České rafinerie jsou závislé na dodávkách ropy ze zahraničí ropovody. Rafinerie v Kralupech odebírá ropu z ropovodu IKL (Ingolstadt – Kralupy – Litvínov), všechny tři rafinerie jsou napojeny na ropovod Družba z Ruska.